# Mstislav II
Mstislav II Izjaslavitsj (Russisch: Мстислав II Изяславич) (circa 1125 - 19 augustus 1170) was vorst van Perejaslav, Wolynië en grootvorst van Kiev van 1167 tot en met 1170. Hij was de zoon van Izjaslav II van Kiev.
Mstislav vocht samen met zijn vader tegen Joeri Dolgoroeki en de vorsten van Tsjernigov. Na aanvankelijk in 1153 een overwinning op de Koemanen te hebben geboekt, werd Mstislav alsnog door datzelfde volk verslagen bij de Psiol-rivier. Joeri Dolgoroeki dwong hem naar Polen te vluchten, maar het volgende jaar kwam Mstislav met een nieuw leger terug en versloeg Dolgoroeki bij Vladimir-Volinski. Dolgoroeki stierf in 1157 en Mstislav kon zichzelf in Vladimir laten kronen.
In 1151 trouwde Mstislav met Agnes, de dochter van koning Bolesław III van Polen. Ze kregen drie zonen:
1. Roman Mstislavitsj (rond 1152-1205)
2. Svjatoslav Mstislavitsj, vorst van Brest
3. Vsevolod Mstislavitsj, vorst van Belz, vorst van Vladimir-Volinski (gestorven in 1196)